# كرستيان رامساي
كرستيان رامساي (بالإنجليزية: Christian Ramsay)‏ (28 فبراير 1786 – 22 يناير 1839)، كونتيسة دالهاوسي، أو السيدة دالهاوسي بشكل غير رسمي، اسمها المعطى برون؛ كانت عالمة نبات ومؤرخة طبيعية إسكتلندية. تزوجت من إيرل دالهاوسي وسافرت معه عندما تم تعيينه في منصب الحاكم العام لكندا والهند. عند السفر، جمعت وفهرست العديد من أصناف النباتات، قدمت أوراق علمية للجامعات وتبرعت بالعديد من المجموعات لجماعات نباتية مختلفة.
أصبحت السيدة دالهاوسي عضوة فخرية في جمعية أدنبرة النباتية وكانت العضوة الأنثى الوحيدة للجمعية حتى وفاتها. هنالك جنس من النباتات الاستوائية سمي على اسمها، واسمه دالهاوسيا.

## العائلة
ولدت دالهاوسي باسم كرستيان برون في 28 فبراير من عام 1786 في كولستون، منزل الأجداد من عائلة برون بالقرب من هادينغتون، لوثيان الشرقية.[1] كانت الابنة الوحيدة لكرستيان مكدوال وتشارليس برون. كان لعائلة برون تاريخ في العمل القانوني؛ كان والدها محاميًا ووالده قاضيًا، جورج برون، لورد كولستون. في الرابع عشر من مايو عام 1805، تزوجت من جورج رامساي، الإيرل التاسع لدالهاوسي وتم منحها لقب كونتيسة دالهاوسي.
كان لدى دالهاوسي وزوجها ثلاثة أبناء. أكبرهم سنًا كان جورج، ولد في الثالث من أغسطس عام 1806، زكان نقيبًا في فوج المشاة الكاميروني السادس والعشرين، وتوفي في 25 أكتوبر من عام 1832. ابنهم الثاني، تشارلز، مات وعمره 9 سنوات. وابنهم الاصغر، جيمس، ولد في 22 إبريل من عام 1812، ورث لقب والده في 1838 وكان أول من يلقب بمركيز دالهاوسي في عام 1849.

## عملها العلمي
كانت دالهاوسي عالمة نباتات فطنة؛ قامت بفهرسة النباتات على صفائح معشبة، معرفة بشكل كامل وكاملة مع تواريخ جمعها، ملاحظات حول موطنها وبعضها تحوي على صور رسمتها هي بنفسها باستعمال الألوان المائية. في عام 1824، شارك اللورد دالهاوسي في تأسيس الجمعية الأدبية والتاريخية في كيبيك. وتم ادراج فهرس السيدة دالهاوسي للنباتات الكندية في الإصدار الأول من محاضر اجتماع الجمعية في عام 1829. قدمت دالهاوسي ورقة بحثية إلى الجمعية. وتبرعت بمجموعتها من عينات نوفا سكوشا كجزء من المعشبة في عام 1824.
تبرعت السيدة دالهاوسي بكامل معشباتها الشرق-هندية إلى الجمعية النباتية في إدنبرة. لاحظت الجمعية جودتها وجعلت السيدة دالهاوسي عضوًا فخريًا في عام 1837. وفي وقت موتها كانت العضوة الفخرية الأنثى الوحيدة. تتضمن سجلات مراسلات دالهاوسي مع عالم النباتات من كيو، السير ويليام هووكر، مجموعة كبيرة من النباتات من شيملا وبينانغ في عام 1831. تم ادراج مجموعاتها عندما جمع جوزيف دالتون هوكر في كتابه فلورا إنديكا.

## الموت والإرث
ماتت دالهاوسي فجأة  في 22 يناير من عام 1839 في بيت العميد رامساي بعمر 52 عامَا. يذكر أحد التقارير أنها كانت متفانية جدًا في دراساتها لدرجة أنها ماتت وبيدها قائمة نباتات. تم بيع المجموعة التي صنعتها مع زوجها في عام 1985؛ وذهبت اجزاء إلى متحف نوفا سكوتيا، المعرض الوطني في كندا، مكتبة وأرشيف كندا وأرشيفات مقاطعة نيو برونزويك. يوجد ثلاث مئة عينة من النباتات مجموعة من قبل دالهاوسي في سوريل بين عامي 1826 و 1828 محفوظة في معشب في الحدائق النباتية الملكية (أونتاريو).
قام روبرت غراهام بتسمية جنس من البقوليات باسمها دالهوسيا، تقديرًا لعملها في تصنيف الحياة النباتية للهند، وهي نبتة مزهرة موطنها الهند. كانت إحدى النباتات التي أرسلتها إلى غراهام اكتشافًا جديدًا، وقام بتسمية النبتة باسم إسبيليوم دالهوساي باسمها. كرس سير ويليام هووكر مجلدًا من مجلة كورتيس النباتية لها، وكرست جوليا كاثرين بيكويث روايتها الأولى لها، ويُنسب إلى جوليا أنها أول كاتبة كتب خيالية في كندا. كانت دالهاوسي أول من امتلك أحد نسخ «فيلاديلفيا» من رواية إيما لجاين أوستن.